# Rashid Khalidi

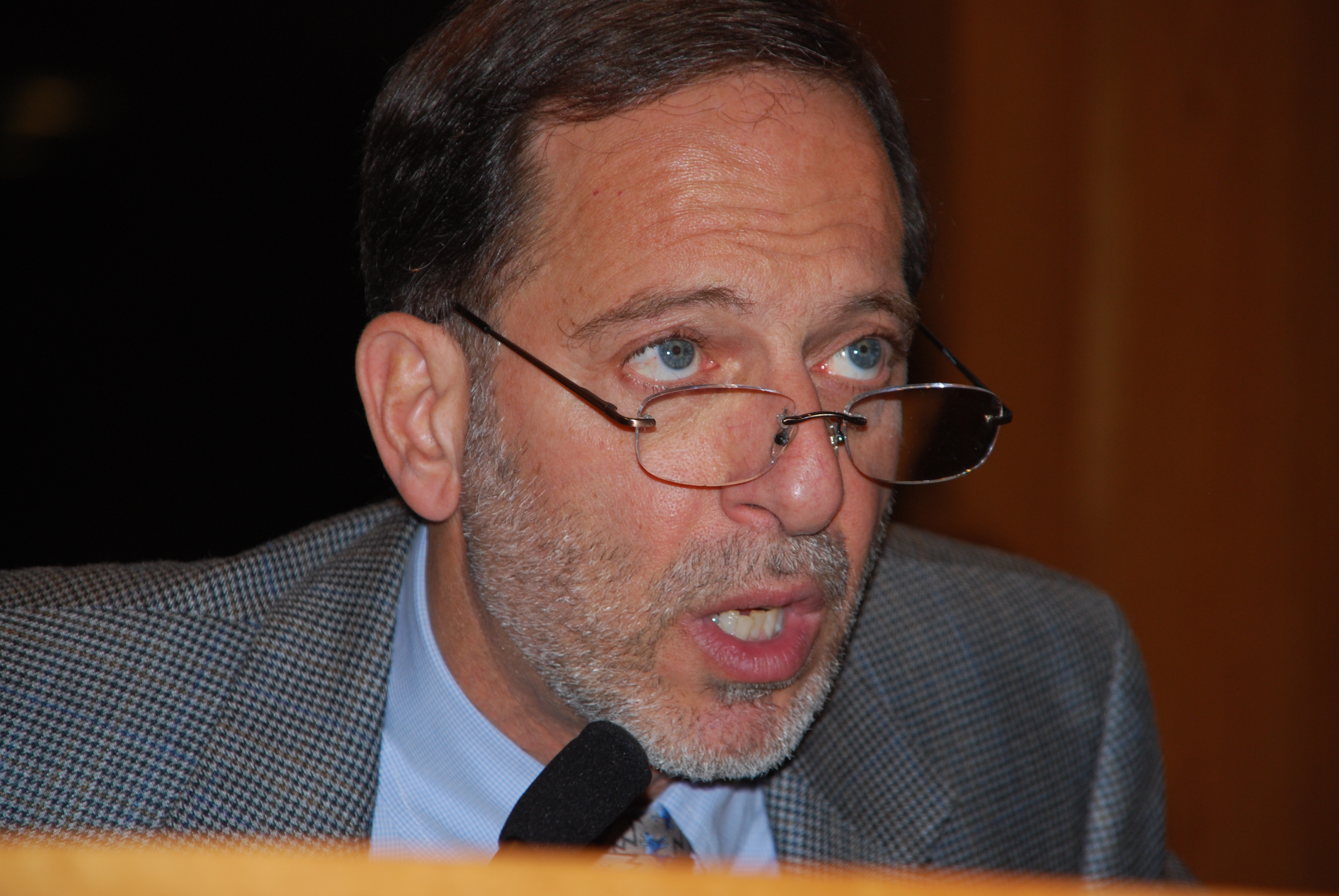
Rashid Khalidi bei einer Rede in der Brooklyn Law School, Januar 2009

Rashid Ismail Khalidi (arabisch رشيد خالدي; * 18. November 1948 in New York) ist ein US-amerikanischer Historiker und Nahostwissenschaftler, der sich mit der Neuesten Geschichte des Nahen Ostens, insbesondere der Geschichte und nationalen Identität der Palästinenser und dem Arabisch-Israelischen Konflikt befasst. Er ist Professor für Modern Arab Studies an der Columbia University (seit 2024 im Ruhestand).

## Leben
Rashid Khalidi entstammt einer arabischen Gelehrtenfamilie aus Jerusalem. Sein Großvater, der Richter Raghib al-Khalidi, hatte 1900 die Khalidi-Bibliothek in der Jerusalemer Altstadt gegründet, eine der bedeutendsten Sammlungen arabischer Manuskripte. Sein Onkel Hussein Fakhri al-Khalidi (1895–1962) war Politiker, 1935–1937 Bürgermeister von Jerusalem und 1957 kurzzeitig Premierminister von Jordanien. Der Historiker Walid Khalidi (* 1925) ist sein Cousin. Er selbst wuchs als Sohn des Politikwissenschaftlers und UN-Mitarbeiters Ismail Raghib Khalidi (1916–1968) in New York auf. Rashid Khalidi studierte an der Yale University (B.A. 1970) und am St Antony’s College der Universität Oxford (D.Phil. in Neuerer Geschichte 1974). Thema seiner Dissertation war die Entwicklung der britischen Politik gegenüber Syrien und dem arabischen Nationalismus in den Jahren vor dem Ersten Weltkrieg (1906–1914). 
Danach lehrte Khalidi als Assistenzprofessor an der Libanesischen Universität (1974–77) und der Amerikanischen Universität Beirut (1976–1983). Während der ersten Jahre des Libanesischen Bürgerkriegs war er bis Anfang 1983 am Institute for Palestine Studies in Beirut tätig. In englischsprachigen Presseberichten aus den Jahren 1981–82 wurde er als Sprecher der Palästinensischen Befreiungsorganisation (PLO) bzw. Direktor der palästinensischen Presseagentur bezeichnet. Khalidi bestritt später aber, je eine offizielle Position bei der PLO gehabt zu haben.
Zurück in den USA hatte er Positionen als Adjunct Professor bzw. Associate Professor an den Universitäten Georgetown (1983–84) und Columbia (1985–87). Ab 1987 lehrte Khalidi als Associate Professor für nahöstliche Sprachen und Zivilisationen an der Chicago University, wo er das Center for Middle Eastern Studies leitete. Er beriet 1991–93 die palästinensische Delegation bei den arabisch-israelischen Friedensverhandlungen in Madrid und Washington. Nach seiner Beförderung zum ordentlichen Professor und der Erweiterung seiner Denomination auf Geschichte wurde er 1995 zum Direktor des Center for International Studies der Universität Chicago ernannt.
Im Jahr 2003 folgte Rashid Khalidi dem Ruf auf die Edward-Said-Professur für moderne Arabische Studien an der Columbia University, wo er sowohl der Abteilung für Geschichte als auch der Abteilung für Nahost-, Südasien- und Afrikastudien (MESAAS) angehört. Er war Leiter des Middle East Institute (MEI) und Ko-Direktor des 2010 gegründeten Zentrums für Palästina-Studien (CPS) der Columbia-Universität. 2024 trat er in den Ruhestand.
Khalidi galt als Vertrauter des US-Präsidenten Barack Obama (Amtszeit 2009–2017). Das gute Verhältnis der beiden gab im vorherigen Wahlkampf 2008 Anlass zu Spekulationen über eine Verschlechterung der Beziehung zu Israel.
Seit 2009 ist Khalidi Mitglied der American Academy of Arts and Sciences.
Er ist verheiratet und hat drei Kinder, u. a. den Dramatiker, Drehbuchautor und Theaterregisseur Ismail Khalidi.

## Positionen und Rezeption
In seinem Buch Der hundertjährige Krieg um Palästina (Original 2020, deutsche Fassung 2024) vertritt Khalidi den Standpunkt, dass der Nahostkonflikt „im Wesentlichen auf einen mehrstufigen Krieg“ zurückgehe, „den unterschiedliche Großmächte im Bund mit der zionistischen Bewegung gegen die in Palästina lebende Bevölkerung geführt haben“. Den ursprünglichen Zionismus charakterisiert er als „zugleich siedler-kolonialistisch und nationalistisch“, dieser habe darauf abgezielt, „in der angestammten Heimat der Palästinenser die Bevölkerung auszutauschen“. Bei der Gründung Israels als Nationalstaat hätten „die Großmächte mit diesem neuen Staat ein enges Bündnis“ geschlossen. Die Palästinenser hätten „[w]ährend der hundert Jahre dieses Prozesses […] der Usurpation ihres Landes Widerstand geleistet“.
Reinhard Schulze bedauert in seiner Rezension des Buches, dass Khalidi nicht die Chance genutzt habe, „die palästinensische Nationalgeschichtsschreibung aus ihrer Selbstblockade zu befreien“. Habe er zunächst als „Historiker der PLO“ gegolten, hätten einige seiner akademischen Schriften in den 1990er- und frühen 2000er-Jahren die Erwartung geweckt, er könne gewissermaßen zum palästinensischen Pendant der Neuen israelischen Historiker werden, weil er auch die Politik der arabisch-palästinensischen Eliten kritisierte. Nach seiner Berufung an die Columbia University (2003) sei er aber „zum klassischen Modell der palästinensischen Nationalgeschichte“ zurückgekehrt und habe es sogar noch radikalisiert. So habe er seine Deutung im aktuellen Werk zu einer „selektive[n]“ und „parteiischen Ereignisgeschichte“ zugespitzt. Die Ereignisse würden „erstaunlich eindimensional“ geschildert, sozial-, ideologie- und religionsgeschichtliche Sichtweisen blieben außen vor.
In einer bei Berlin Review veröffentlichten Rezension wurde grundsätzlich die mangelhafte Rezeption des Buches im deutschsprachigen Raum kritisiert. Allgemein suche man „[deutsche] Übersetzungen intellektueller palästinensischer Stimmen […] meist vergeblich“. Dabei könne eine (deutschsprachige) Auseinandersetzung mit Khalidis neuem Buch gerade deswegen hilfreich sein, „weil der Autor anhand umfangreicher Primärquellen die siedlerkolonialen und imperialen Ursprünge, Verknüpfungen und Kontinuitäten der letztendlich dominanten zionistischen Strömung und israelischen Politik schlichtweg erzählt, ohne deswegen die Existenz oder Daseinsberechtigung eines israelischen Staates oder gar Volkes in Frage zu stellen.“ Demnach vermittle Khalidis Buch „Grundlagen“ und sei „historisch akkurat“. Es erhebe zwar keinen „Anspruch auf Neutralität“, aber sei auch keine „undifferenzierte ‚Leidensgeschichte‘“, da es alle im Konflikt involvierten Akteure – israelische, palästinensische und andere – kritisiere. Auch führe Khalidi sehr wohl die Arbeit der Neuen israelischen Historiker fort. Dieser Meinung ist auch Avi Shlaim, der Khalidis Buch als „Meisterwerk“ bezeichnete. Letztlich biete Khalidis Buch „unverzichtbares Material für eine dringend nötige Pluralisierung hiesiger Diskurse“.

## Veröffentlichungen
- British Policy towards Syria and Palestine, 1906–1914. Ithaca Press for St. Antony’s College, 1980.
- Palestine and the Gulf. (Mitherausgeber), Institute for Palestine Studies, 1982.
- Under Siege: PLO Decision-making during the 1982 War. Columbia University Press, 1986.
- The Origins of Arab Nationalism. (Mitherausgeber), Columbia University Press, 1991.
- Palestinian Identity: The Construction of Modern National Consciousness. Columbia University Press, 1997.
- Eugene L. Rogan, Avi Shlaim (Hrsg.): The War for Palestine: Rewriting the History of 1948. 2. Auflage. Cambridge University Press, 2007, ISBN 978-0-521-69934-1, The Palestinians and 1948: the underlying causes of failure, S. 12 ff. (eingeschränkte Vorschau in der Google-Buchsuche – Erstausgabe:  2001).
- Resurrecting Empire: Western Footprints and America’s Perilous Path in the Middle East, Beacon Press, 2004.
- The Iron Cage. The Story of the Palestinian Struggle for Statehood. Beacon Press, 2006, ISBN 0-8070-0308-5 (eingeschränkte Vorschau in der Google-Buchsuche).
- Sowing Crisis: The Cold War and American Dominance in the Middle East. Beacon Press, 2009.
- The Hundred Years’ War on Palestine: A History of Settler Colonialism and Resistance, 1917–2017. Metropolitan, New York 2020, ISBN 978-1-62779-855-6.
  - Der hundertjährige Krieg um Palästina. Eine Geschichte von Siedlerkolonialismus und Widerstand. Deutsch von Lucien Leitess. Unionsverlag. Zürich 2024, ISBN 978-3-293-00603-4